# Vicente de Santo Domingo
Vicente de Santo Domingo (* um 1525 in Santo Domingo de la Calzada (Spanien); † um 1590 in La Estrella) wurde als Domingo de Zaldo geboren. Er war ein spanischer Mönch sowie Maler und gilt als der erste Lehrer für Gehörlose.

## Biographie
Er wurde um 1525 als Sohn von Catalina Sagredo und Juan de Zaldo geboren und begann schon früh zu malen. Dies tat er zusammen mit Juan Pillar, Andrés de Melgar, Luis Medina und Juan de Goyaz. Sie werden auch als «pintor de San Benito» bezeichnet.
Von 1569 bis 1570 arbeitete er in Nájera (La Rioja) und Talavera de la Reina. Dort malte er in den Klöstern La Estrella und Santa Catalina die Bilder für den Kreuzgang und Altar. Diese sind nicht erhalten geblieben.

## Leben im Kloster
1552 trat er als Hieronymit in das Kloster Nuestra Señora de la Estrella ein. Um 1590 starb er dort. Zwischendurch wohnte er im Kloster San Salvador in Oña (Burgos).

## Lehrtätigkeit
Für Aufsehen sorgte seine Tätigkeit als Lehrer für den gehörlosen Juan Fernández de Navarrete. Dieser malte später das bekannte Selbstporträt «Mudo».
Navarrete wurde mit zweieinhalb Jahren taub. Da er gut zeichnen konnte, schickte ihn seine Familie um 1529 in das benachbarte Kloster La Estrella zum dort arbeitenden Mönch Vicente de Santo Domingo. Santo Domingo lehrte ihn nicht nur das Malen. Schon bald konnte Navarrete auch schreiben, lesen, zählen und etwas sprechen. Anschließend empfahl Vicente de Santo Domingo seinen Eltern, Navarrete nach Italien zu schicken, um seine Ausbildung als Maler fortzuführen.
Damit hatte Vicente de Santo Domingo leicht vor Pedro Ponce de Leon mit dem Unterrichten gehörloser Kinder begonnen.

## Bibliographie
- Gascón Ricao, Antonio; Storch de Gracia y Asensio, José Gabriel (2004). Historia de la Educación de los sordos en España y su influencia en Europa y América. Madrid: Editorial Universitaria Ramón Areces. Seiten 95 und 107–109. ISBN 84-8004-671-6.